# Dragan Malešević Tapi
Dragan Malešević Tapi (in cirillico: Драган Малешевић Тапи; Belgrado, 22 gennaio 1949 – Belgrado, 29 ottobre 2002) è stato un pittore serbo.
Economista per vocazione, è stato considerato uno dei pittori più significativi della corrente iperrealista.

## Biografia
La sua carriera pittorica iniziò da autodidatta all'età di sette anni: nel corridoio d'ingresso dell'edificio dove abitava a Belgrado in via Hilandarska 4, ricopiava il fumetto “Tre bricconi” che suo padre, giornalista del quotidiano Politika, gli forniva prima che uscisse in edicola. I biglietti per la sua prima “mostra personale” per l'appunto all'ingresso della sua abitazione, venivano venduti a cinque dinari per i bambini e dieci dinari per gli adulti.
Fino al 1989, Tapi ha vissuto tra Milano, Vienna, Cambridge, Ginevra, Monaco di Baviera e le Bahamas. Qui nel 1975 un veggente, raccontando il suo talento, l'ha paragonato alla reincarnazione del grande Jan Van Eyck.
Nel 1985 le sue opere vennero esposte in pubblico per la prima volta in una mostra collettiva a Rovigno, dove insieme a Mića Popović e Olja Ivanjicki, continuò a esporre per i cinque anni successivi. Il momento cruciale per la sua carriera pittorica è rappresentato dalla vendita dei suoi primi dipinti nella Galleria Prijeko a Ragusa nel 1987. Un turista tedesco acquistò uno dei suoi dipinti per 8.000 marchi tedeschi, anche se l'artista in un primo momento aveva richiesto 50.000 dollari. Da quel momento in poi, la sua vita viaggiò in parallelo con il suo talento. Dopo solo due anni, la rivista Art News lo inserì tra i sette migliori iperrealisti del mondo.
Negli anni ottanta e novanta del secolo scorso, i suoi dipinti attirarono grande attenzione da parte dei media, e furono esposti in numerose mostre personali e collettive sia in patria che all'estero. I dipinti di Tapi si trovano in numerose collezioni private, come quella dell'ex presidente degli Stati Uniti George H. W. Bush e dell'ex segretario di Stato Henry Kissinger, dell'ex primo ministro del Giappone Kakuei Tanaka, e di molte altre figure pubbliche, ma anche in collezioni pubbliche, tra cui la collezione della Casa Bianca.
Nel 2000 lo stato americano della Georgia ha proclamato Dragan Malešević Tapi Cittadino onorario.
La sua morte improvvisa, che avvenne in una stazione di polizia di Belgrado durante un interrogatorio da parte di alcuni agenti, gli impedì di esporre nelle mostre già organizzate in musei e gallerie, come il Museo Peggy Guggenheim.

## L'arte
Alcuni critici d'arte moderna considerano Dragan Malešević Tapi uno dei leader della pittura iperrealista e del realismo magico. La sua pittura è stata definita eclettica e illusionistica.
Preferiva dipingere oli su tela e legno, e la sua tecnica era simile a quella sviluppata dai grandi maestri come Jan van Eyck e Salvador Dalí. Grazie a una speciale tecnica chiamata underpainting, i suoi dipinti hanno un alto livello di matericità. Dipingendo solo le cose che vedeva, con grande precisione, ha conservato lo spirito di ottimismo e gioia di vivere: questa specificità è stata definita lo “stile Tapi”. La maggior parte dei critici è d'accordo sul fatto che la pittura di Tapi è derivata dalla perfezione tecnica e che il suo linguaggio artistico è comprensibile al pubblico.
Nei suoi dipinti dominano scene di vita quotidiana, descritta con precisione quasi fotografica, paesaggi, composizioni, nature morte, nudi femminili, alcuni dei suoi dipinti sono storici, con motivi religiosi o sociali, spesso anche con aggiunta di scene surreali.
Tuttavia, la sua opera abbraccia uno spettro molto più ampio. Negli ultimi anni della sua vita si dedicò ad una grande produzione scultorea ma, a differenza dei suoi dipinti, queste opere sono ancora sconosciute al grande pubblico.
Tapi è uno dei pittori serbi più famosi e popolari, i suoi quadri raggiungono quotazioni di centinaia di migliaia di dollari e le sue riproduzioni sono vendute in tutto il mondo. Nel corso della sua vita dipinse un centinaio di dipinti, tra cui i più popolari sono: Campo della Felicità, Swans, Venezuela, 18th Hole, Garage, Spirito di Tesla, Anna Bach, Lotta di Tacchini, Rhodesia, Gioia del fallimento (sulla copertina della compilation chiamata “Ima Neka tajna Veza” per la band Bijelo Dugme), Caldo-freddo (sulla copertina della compilation chiamata “Best of Oliver Mandić”), la band di Zika (sulla copertina CD musicale di Goran Bregović “Musica per i film”), Bliher, ecc.

## Tapi e la Massoneria
Nella sfera pubblica serba, in parallelo con quella artistica, Tapi si costruì il ruolo di uno dei massoni più influenti del paese. Nel 1990, insieme ad altri con le stesse ambizioni, Tapi rivitalizzò la Gran Loggia della Jugoslavia, diventando uno dei più grandi propagatori della Massoneria. Quando morì, era un massone di 33º grado e Sovrano Gran Commendatore del Supremo Consiglio della Serbia del Rito Scozzese Antico ed Accettato. Dopo la sua morte, la Gran Loggia Nazionale di Serbia formò una nuova loggia, chiamata in suo onore Dragan Malešević Tapi.

## Mostre personali
- 1989. Museo di Bor, Serbia.
- 1991. Galleria d'arte Jugoslava, Belgrado.
- 1992. Galleria St. Stefan – Montenegro; Galleria Panorama, Niš, Serbia; Museo della Voivodina, Novi Sad, Serbia; Galleria del Rito Scozzese, Los Angeles, Stati Uniti; Palazzo di Miloš, Požarevac, Serbia; Galleria Leonardo, Hotel Intercontinental Belgrado, Serbia; Caffè galleria “Cortile”, Belgrado, Serbia.
- 1993. Herceg Novi; ICC Art Gallery Limassol, Cipro.
- 1994. Hotel Vitoša, Sofia, Bulgaria; Centro culturale di Kotor, Montenegro; Centro Culturale di Podgorica, Montenegro.
- 1995. Caffè Galleria, Kikinda, Serbia; Galleria Renata, Sombor, Serbia; Museo della Città di Belgrado, Serbia.
- 1996. Mostra del dipinto “E, moj narode”, Galleria dell'arte jugoslava, Belgrado, Serbia; Teatro Nazionale “Zoran Radmilović” Zaječar, Serbia.
- 1997. Galleria d'arte “Ruski Dom” (Centro culturale di Russia), Belgrado, Serbia;
- 1999. Centro Culturale di Skopje, in Macedonia; Galleria St. Stefan - Montenegro.
- 2001. Museo della Vojvodina, Novi Sad, Serbia; Galleria St. Stefan - Montenegro; Hotel “Grand“ Kopaonik, Serbia.

## Mostre collettive
- 1986. Museo di Rovigno
- 1987. Galleria Studio 57-Prijeko, Ragusa;
- 1989. Keith Green Gallery, Park Avenue, New York, Stati Uniti.
- 1990. Galleria di Leonardo, Belgrado.
- 1992. Galleria Rose, Belgrado.
- 1994. Galleria Picasso, Pančevo; Galleria City, Belgrado, Serbia.
- 1995. Galleria Picasso, Pančevo.
- 1996. Galleria d'arte Jugoslava, Belgrado, Serbia; Museo d'Arte Contemporanea Belgrado, Serbia - la mostra "Nikola Tesla"; padiglione Cvijeta Zuzorić, Belgrado, Serbia.
- 2000. Galleria d'arte Jugoslava, Belgrado, Serbia.